# تیاگو خاویر رودریگز کوریا
تیاگو خاویر رودریگز کوریا (به پرتغالی: Tiago Coelho Branco Calvano) مدافع اهل برزیل است که در شهر ریودو ژانیرو و در تاریخ ۱۹ مهٔ ۱۹۸۱ به دنیا آمده‌است.
تیاگو خاویر رودریگز کوریا در تیم‌های فوتبال Botafogo (RJ) سابقهٔ حضور دارد.